# Heidi Hutterer
Heidi Hutterer (nach Heirat Kiekenbeck; * 5. Dezember 1959 in Ergoldsbach) ist eine ehemalige deutsche Langstreckenläuferin.
1979 siegte sie beim Darmstädter Stadtlauf, 1981 bei der Nacht von Borgholzhausen. 1980 und 1981 wurde sie Dritte bei den Deutschen Meisterschaften im Straßenlauf über 25 Kilometer, und bei den Deutschen Meisterschaften im Marathon 1981 belegte sie denselben Platz mit einer Zeit von 2:43:13 h.
1982 siegte sie beim Frankfurt-Marathon in 2:36:38 h und kam beim Marathon der Leichtathletik-Europameisterschaften in Athen auf den 13. Platz. 1986 stellte sie als Fünfte des Houston-Marathons mit 2:35:55 h ihren persönlichen Rekord auf, siegte beim Paderborner Osterlauf auf der 10-km-Strecke und wurde Deutsche Marathonmeisterin in 2:36:44 h. Beim Marathon der Europameisterschaften 1986 gab sie nach 28 Kilometern auf.
Die 1,57 Meter große und 42 kg schwere Athletin startete für die Turngemeinde Landshut. Die Mutter von vier Kindern ist gelernte Hotelfachfrau und lebt in Rottach-Egern am Tegernsee. 2006 lief sie anlässlich der 25. Auflage des Frankfurt-Marathons zusammen mit drei weiteren ehemaligen Frankfurt-Siegern (Herbert Steffny, Steffen Dittmann und Konrad Dobler) in einer Jubiläumsstaffel.

## Bestzeiten
- 3000 m: 9:17,96 min, 30. Mai 1981, Fürth
- 5000 m: 16:16,8 min, 4. Juli 1981, Lauda
- 10.000 m: 34:00,0 min, 28. August 1982, Hamm
- Marathon: 2:35:55 h, 19. Januar 1986, Houston